# 马步乡
马步乡，是中华人民共和国江西省宜春市万载县下辖的一个乡镇级行政单位。

## 行政区划
马步乡下辖以下地区：
郭村、布城村、新民村、银田村、宝石村、泉塘村、寨下村、带塘村、黄村、后塘村和洞口村。